# エヴァソール (護衛駆逐艦)
|           | |
| 艦歴      | |
| 発注:     | |
| 起工:     | 1943年9月15日 |
| 進水:     | 1943年12月3日 |
| 就役:     | 1944年3月21日 |
| 退役:     | |
| その後:   | 1944年10月28日に戦没                                                                                                 |
| 除籍:     | |
| 性能諸元  | |
| 排水量:   | 基準：1,350トン、 満載：1,745トン                                                                                    |
| 全長:     | 306 ft 0 in |
| 全幅:     | 36 ft 8 in |
| 吃水:     | 9 ft 5 in |
| 機関:     | ギアード・タービン、2軸推進                                                                                          |
| 最大速:   | 24ノット |
| 航続距離: | 6,000 海里 (10,000 km) 12ノット時                                                                                    |
| 兵員:     | 士官14名 下士官兵201名                                                                                               |
| 兵装:     | 38口径5インチ砲2基 ボフォース40mm機銃連装2基 エリコン20mm機銃10門 21インチ魚雷発射管3基 ヘッジホッグ1基、爆雷軌条2基 |

エヴァソール(USS Eversole, DE-404)は、アメリカ海軍の護衛駆逐艦。ジョン・C・バトラー級。艦名はミッドウェー海戦で戦死し、海軍十字章を受章したジョン・トーマス・エヴァソール中尉に因む。

## 艦歴
「エヴァソール」は1943年9月15日にテキサス州ヒューストンのブラウン造船で起工。12月3日にサラ・エヴァソール（エヴァソール中尉の母親）によって進水し、1944年3月21日に艦長G・E・マリクス少佐の指揮下就役した。
「エヴァソール」はボストンを1944年5月20日に出航し、6月19日に真珠湾に到着した。ハワイ諸島で潜水艦と共に訓練を行った後、エニウェトク環礁へ船団護衛を行い、その後エニウェトクとマヌス島への護衛任務に従事した。8月9日に対潜哨戒のためエニウェトクへ帰還し、モロタイ島へ向かう空母部隊の護衛任務に就く。その後も護衛任務を継続し、10月20日のレイテ湾に対する最初の攻撃では、第77.4.1任務群（トーマス・L・スプレイグ少将）の護衛空母に随伴した。
10月25日のレイテ沖海戦で「エヴァソール」は損傷した二隻の空母を護衛し、墜落機のパイロットを救助、空母の負傷者を移乗させた。その後、「エヴァソール」は僚艦「リチャード・S・ブル」 (USS Richard S. Bull, DE-402) とともに、第77.4.3任務隊（クリフトン・スプレイグ少将）の沈没した護衛空母「ガンビア・ベイ」と「セント・ロー」の救助されていない生存者を捜索するよう命を受けて捜索を継続していた。10月28日未明、「エヴァソール」はレーダーで水上目標、「伊号第四五潜水艦（伊45）」を探知した。やがて目標は潜航したようだったが、「エヴァソール」はソナーでも潜水艦を探知して攻撃態勢に移ろうとしていた。しかし、その僅か30秒後に2本の魚雷の直撃を受ける。最初の魚雷命中で15度傾いた「エヴァソール」は、2本目の魚雷の命中で傾斜が30度になった。総員退艦が令されて艦の放棄が命じられ、乗組員は海中に飛び込んだ。「エヴァソール」は15分で転覆して沈んでいった。直後、「伊45」は浮上して砲撃を行い、再び潜水した。5分後に「エヴァソール」は水面下で大爆発し、多くの乗組員が死傷した。40名以上の乗組員が艦と運命を共にした。
生存者はライトを照らし、その光を見つけた「リチャード・S・ブル」は「エヴァソール」の139名の生存者を救助した。救助に手一杯の「リチャード・S・ブル」は、近在の味方に対潜掃討を要請した。付近で補給船団を護衛していた護衛駆逐艦「ホワイトハースト」 (USS Whitehurst, DE-634) は、船団を離れて「伊45」攻撃に向かった。やがて「ホワイトハースト」は、ヘッジホッグの連続攻撃を行って海中の「伊45」を木っ端微塵にし、浮き上がってきた残骸を回収した。
「エヴァソール」は第二次世界大戦の戦功で2個の従軍星章を受章した。